# Běleč nad Orlicí
Běleč nad Orlicí – gmina w Czechach, w powiecie Hradec Králové, w kraju hradeckim. Według danych z dnia 1 stycznia 2013 liczyła 297 mieszkańców.